# عظم قصير
العظام القصيرة هي تلك التي يكون طولها يُقارب عرضها. وهي واحدة من خمسة أنواع من العظام : الطويلة ، القصيرة، المسطحة، غير المنتظمة والسمسمانية.
وظيفتها الأساسية هي توفير الدعم والاستقرار مع الثبات أو القليل من الحركة. و الأمثلة على هذه العظام تشمل عظام الرصغ في القدم (رسغ القدم أو عظام العرقوب) و عظام رسغ اليد.

## صور إضافية

العظام القصيرة موضحة باللون الأحمر.
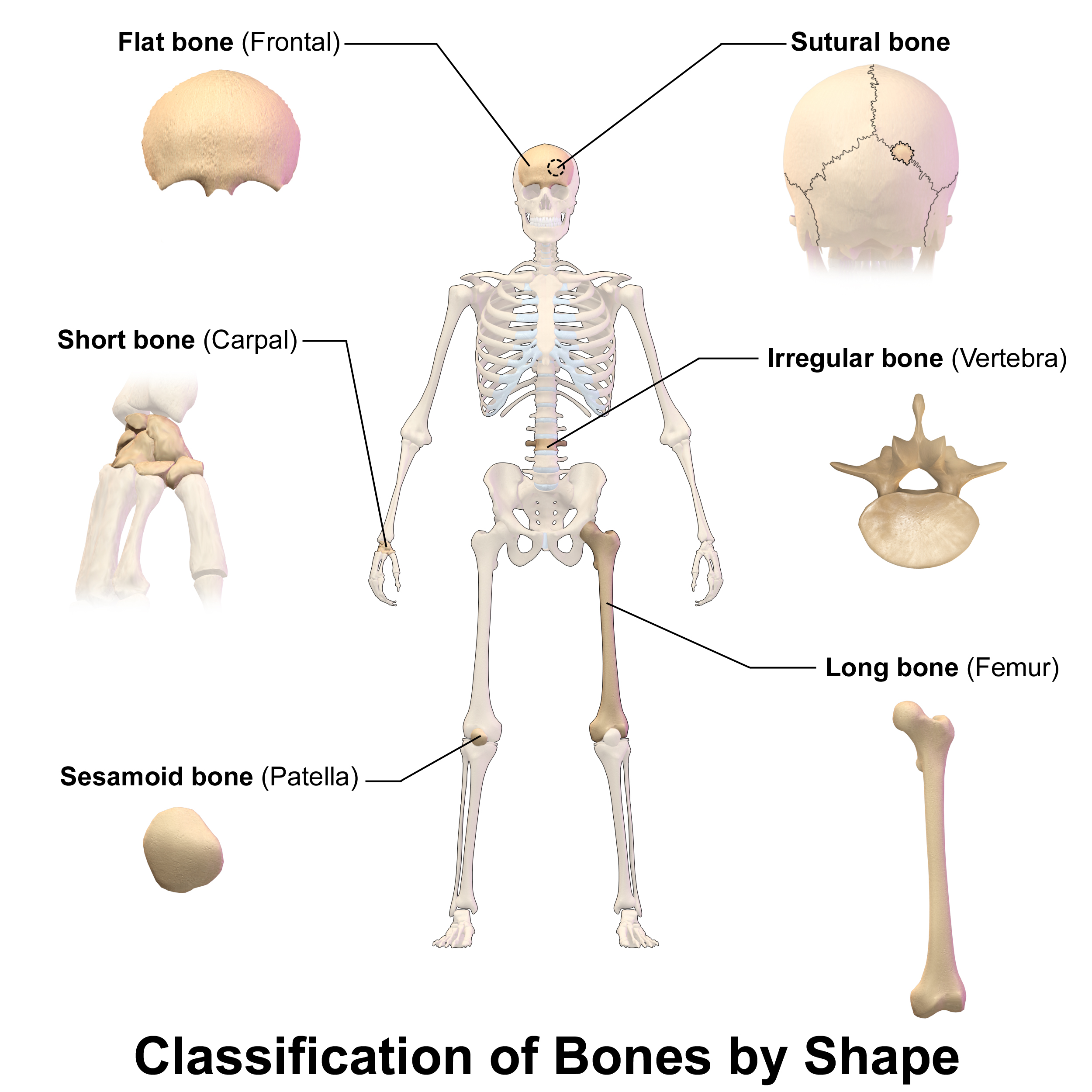
تصنيف العظام. العظام القصيرة مؤشر عليها في منتصف يسار الصورة.